# Gandhárské umění

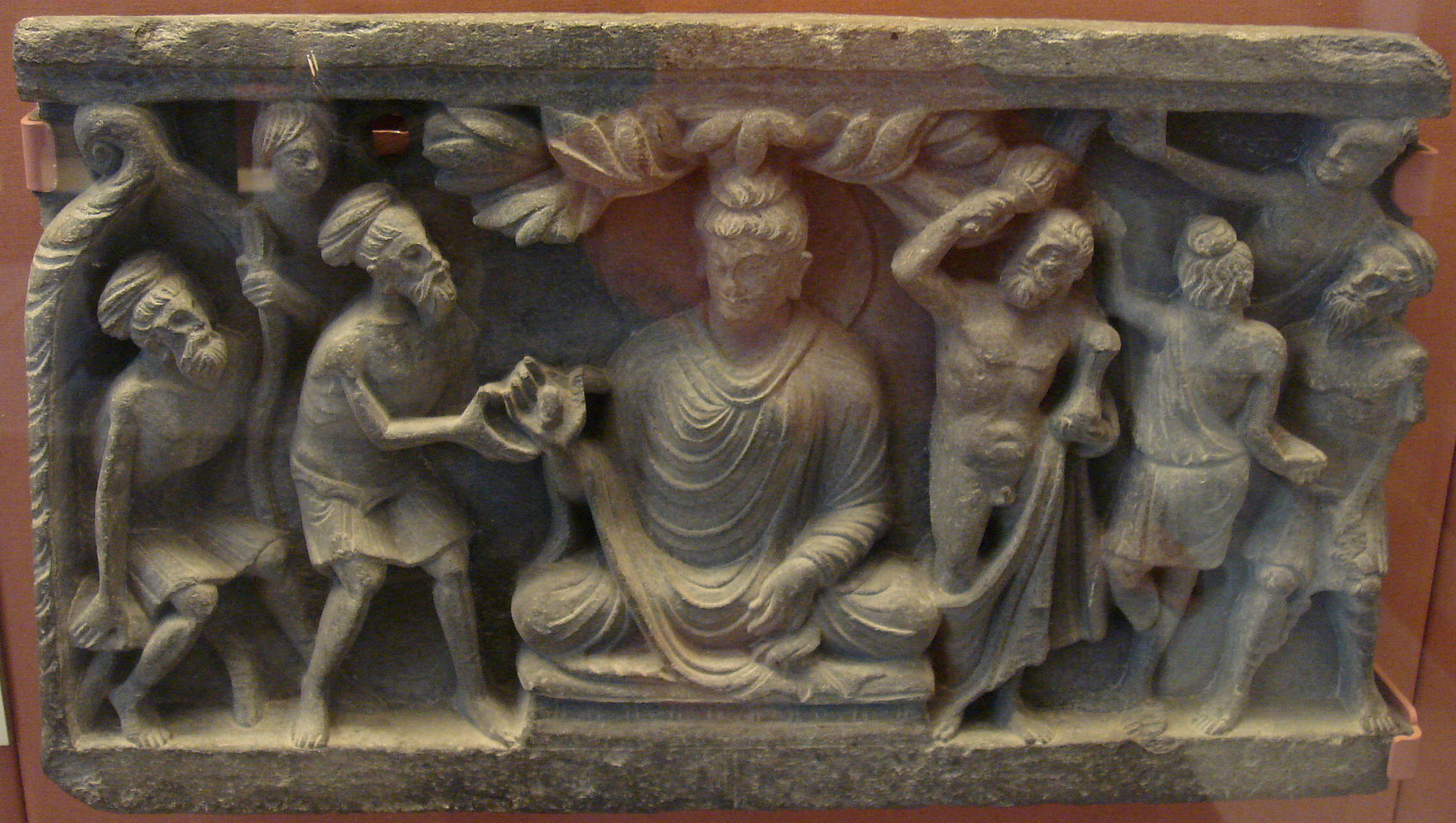
Obrácení asketů Gautama Buddhou k učení. Buddhu doprovází Vadžrapáni-Héraklés jako jeho ochránce.

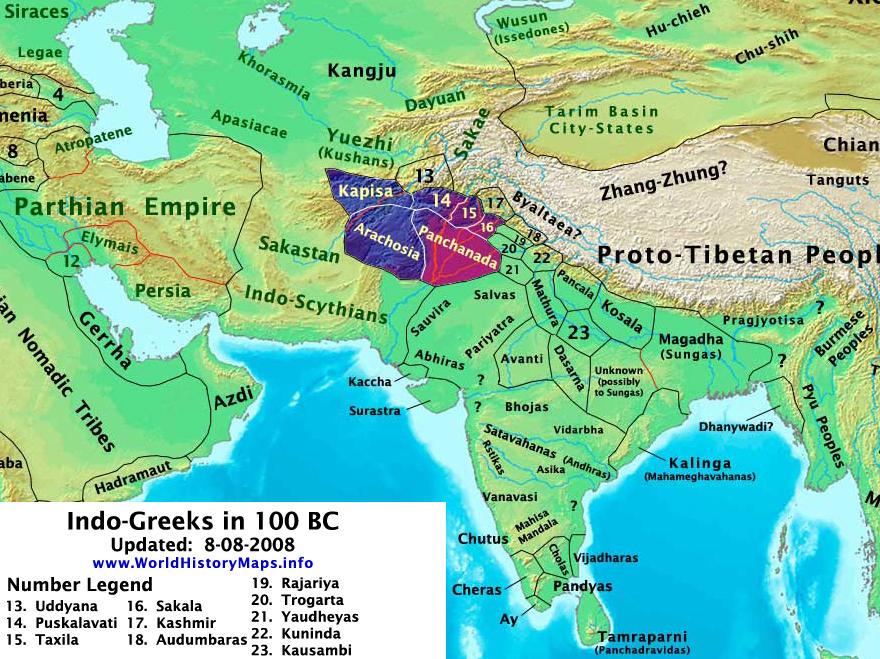
Indořecké království (na mapě) byla oblast, kde se specifický druh umění objevil a rozvinul.

Gandhárské umění, též řecko-buddhistické, je označení pro specifický druh výtvarného umění, které začalo vznikat zcela přibližně od počátku letopočtu v oblasti Gandháry, tedy přibližně v místech dnešního Pákistánu a Afghánistánu. Zdejší kraje byly v minulosti místem, kde se setkávala antická kultura s Východem; toto střetávání kultur se mimo jiné projevilo ve vzniku specifické formy pořečtěného buddhismu (řeckého, helénistického).
Gandhárské výtvarné umění přineslo průlomovou skutečnost v dějinách buddhistického umění – pod vlivem antiky začal být zakladatel buddhismu Buddha vyobrazován v lidské podobě. Do té doby byly antropomorfní zobrazení Buddhy spíše výjimkou; Buddha byl většinou vyobrazován pomocí symbolů jako bylo např. kolo dharmy, obří stopa apod.

## Galerie

některé příklady gandhárského umění:
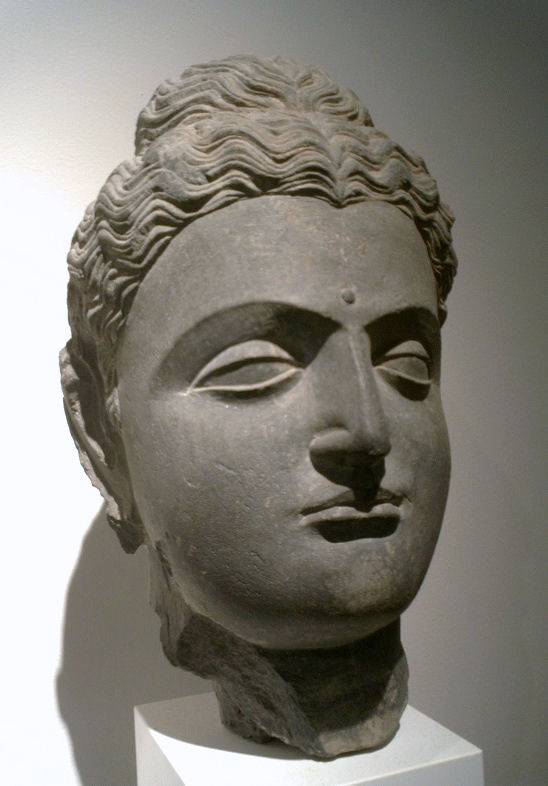
hlava Buddhy z prvních století našeho letopočtu
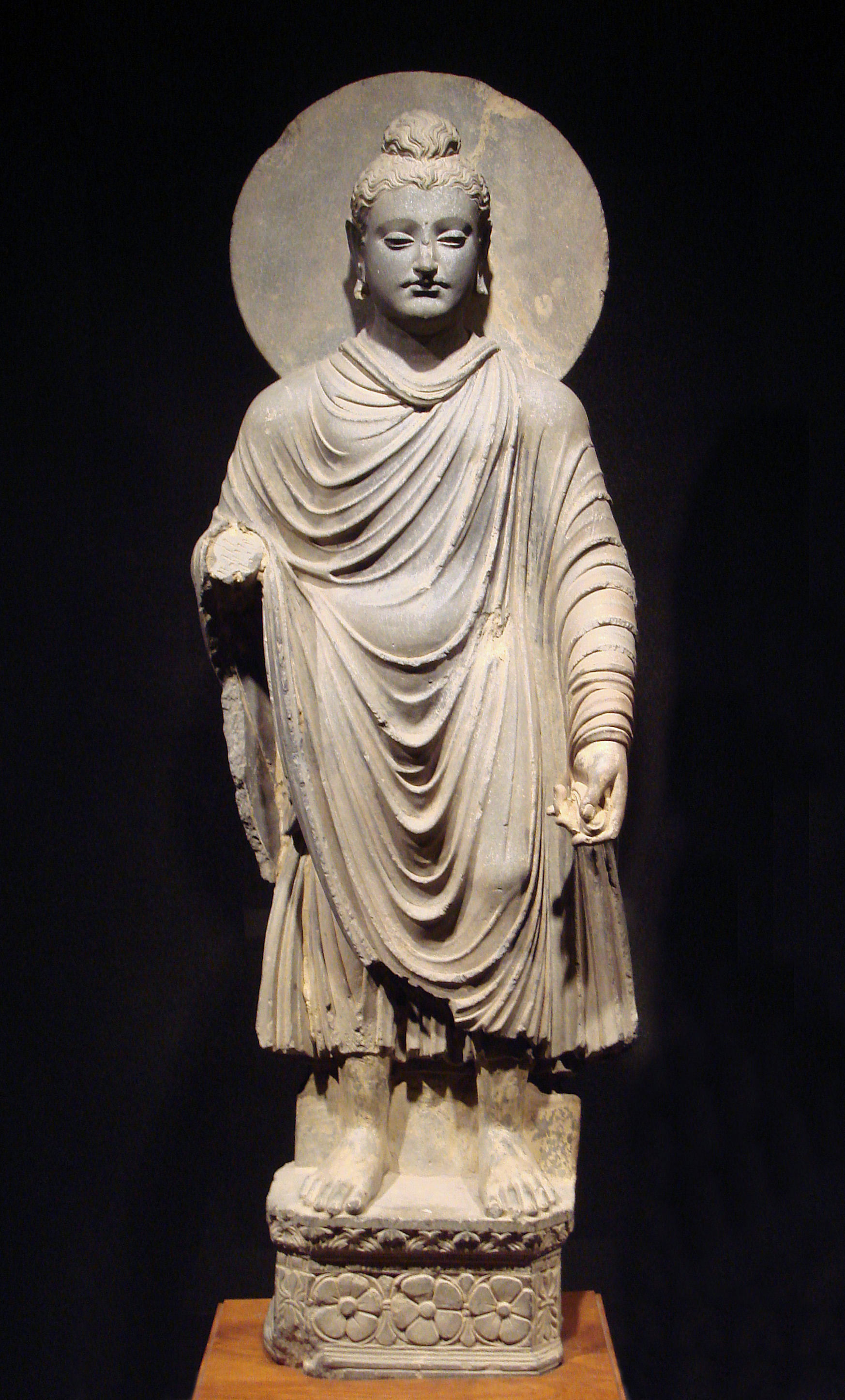
gandhárský Buddha z přelomu 1. – 2. století našeho letopočtu
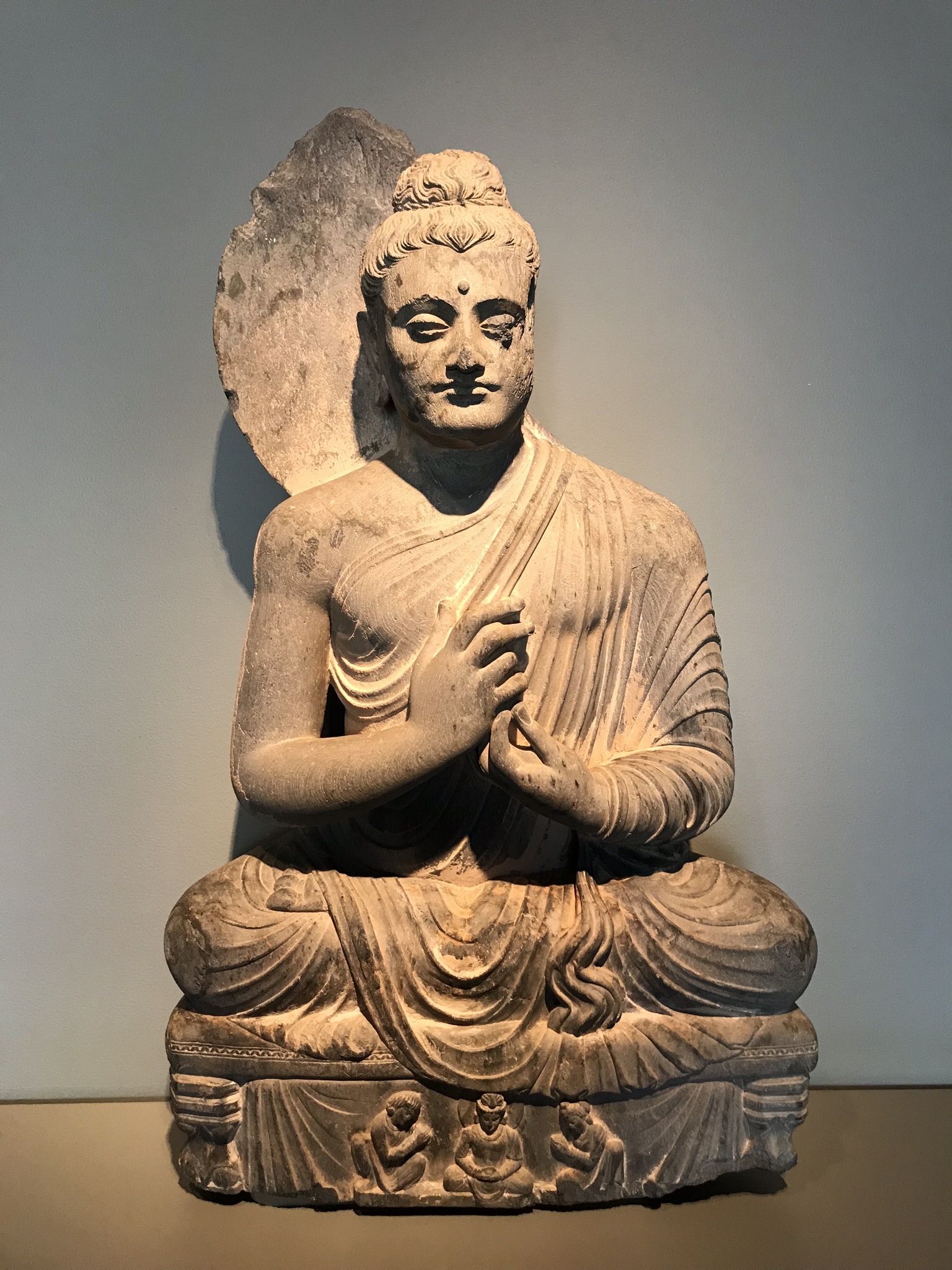
sedící Buddha ze 4. – 6. století
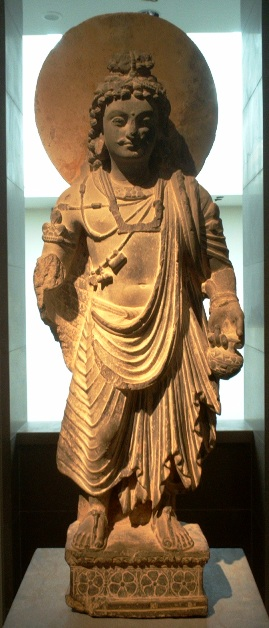
bódhisattva Maitréja, 2. století
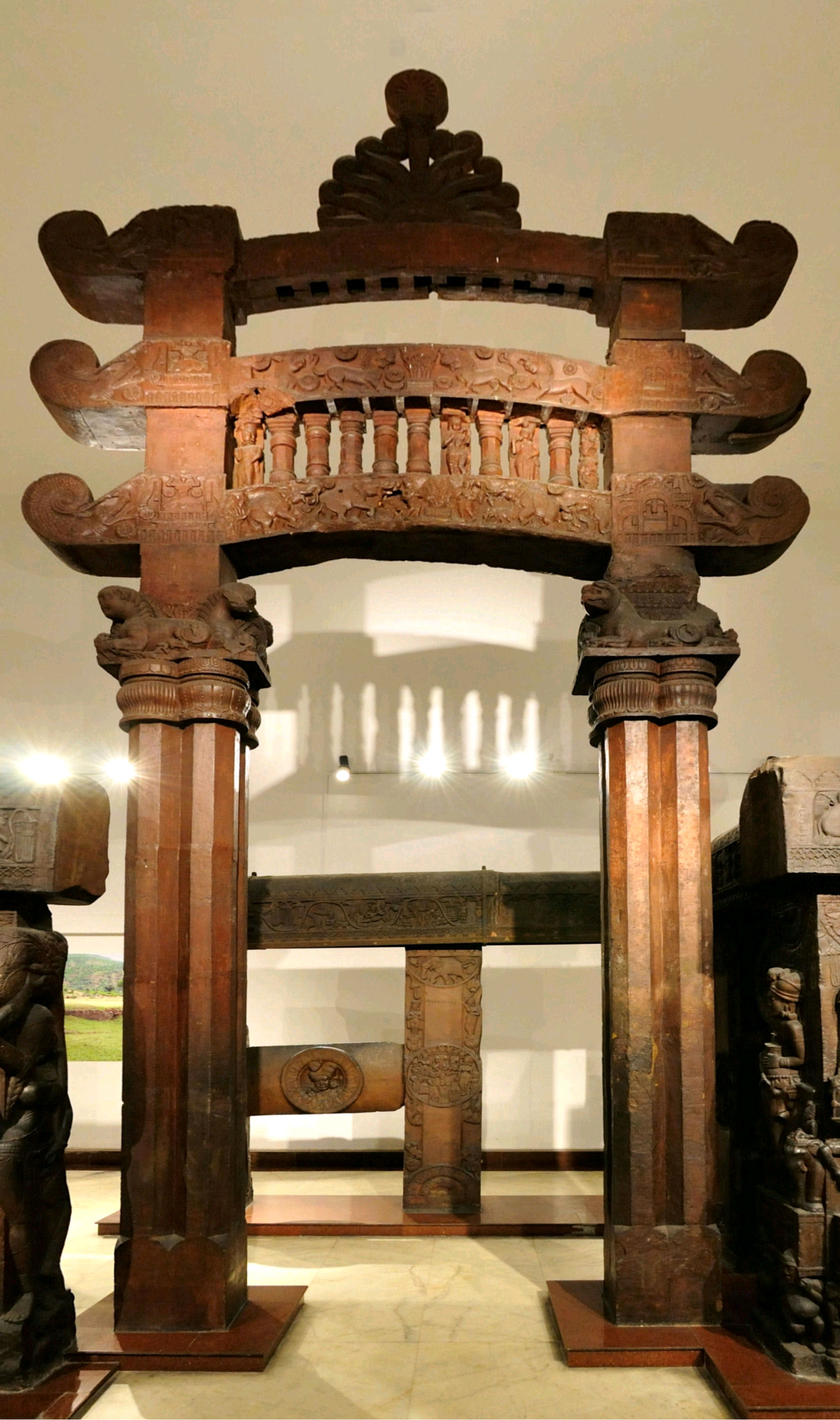
brána z Bhárhutu
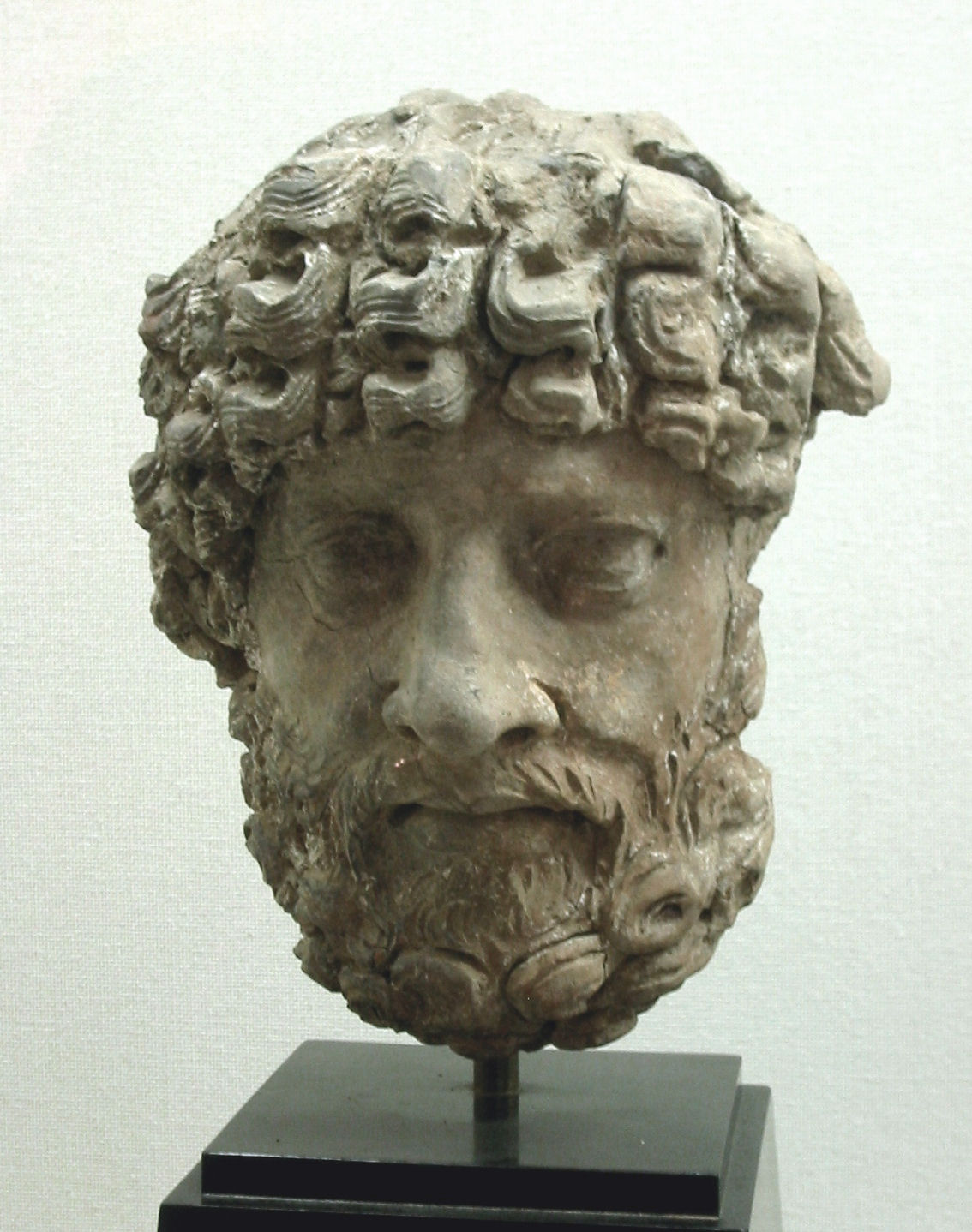
gandhárská hlava Poseidóna
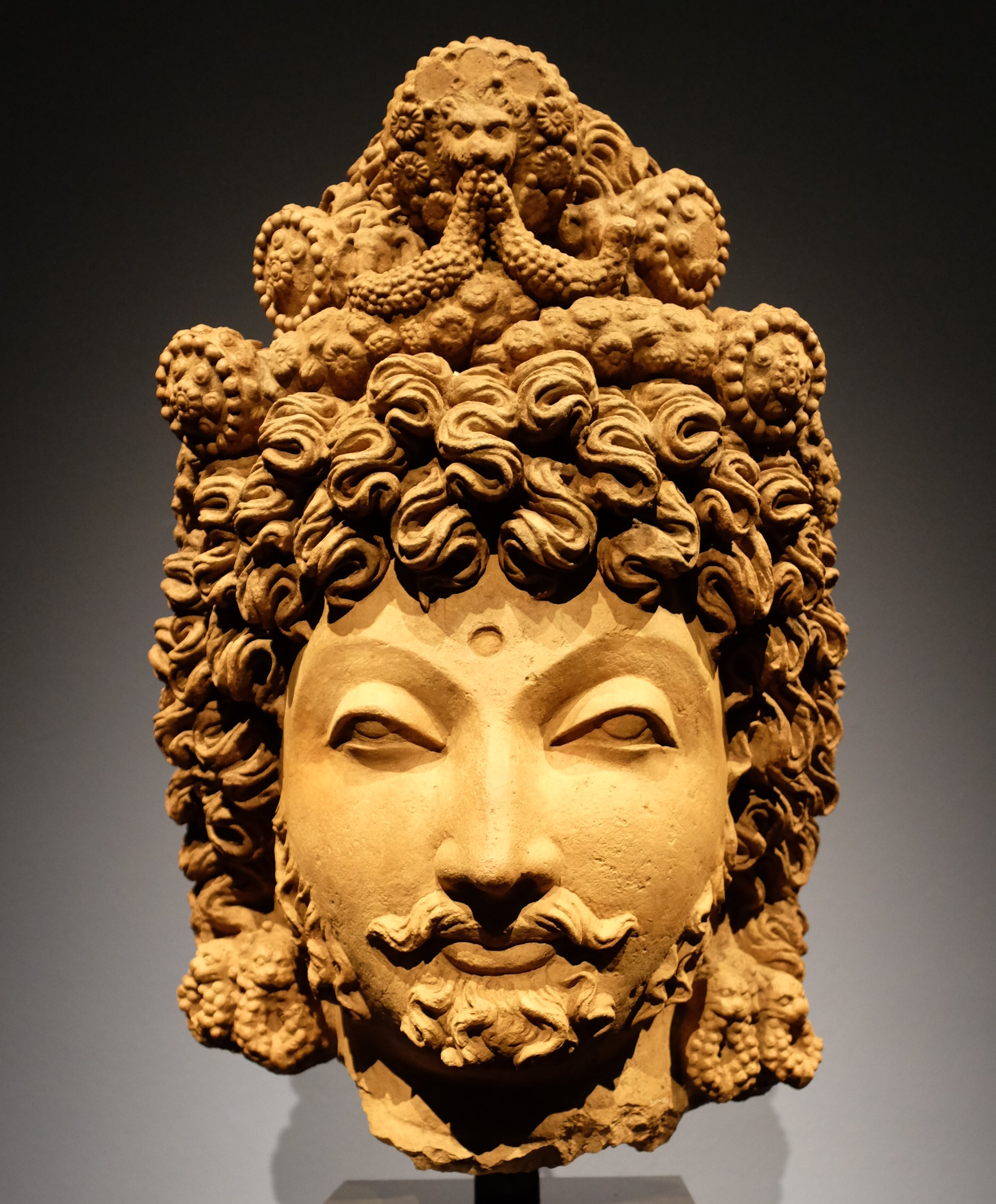
gandhárská hlava bódhisattvy ze 4. století
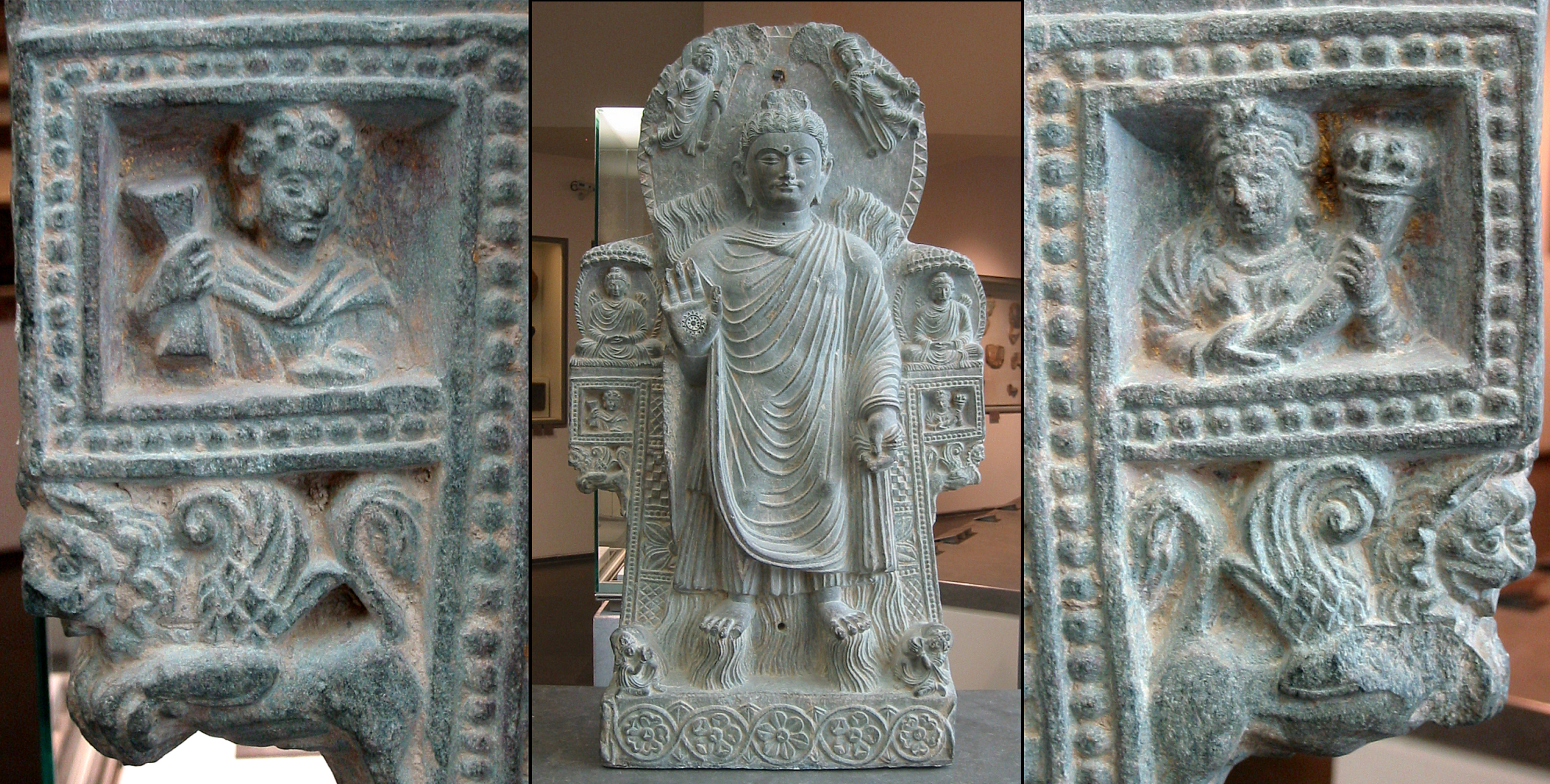
Socha Buddhy s Vadžrapánim-Héraklem a Hariti-Týché
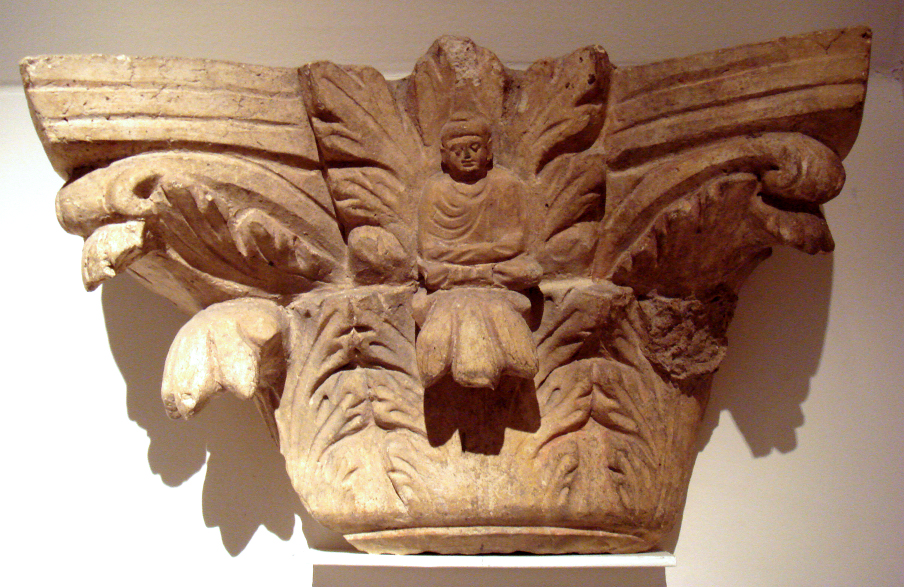
indo-korintská hlavice s Buddhou
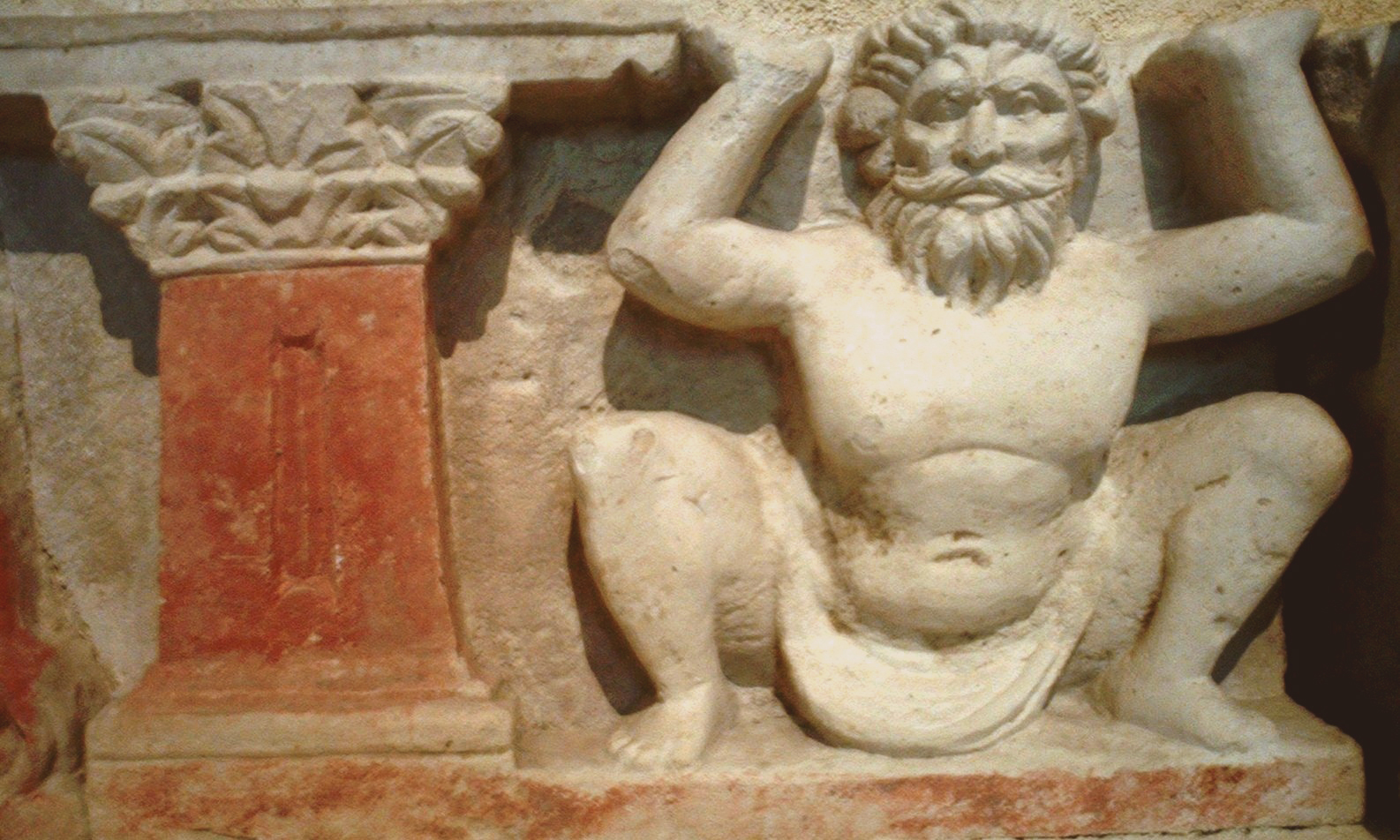
Titán Atlás podpírající buddhistickou stavbu
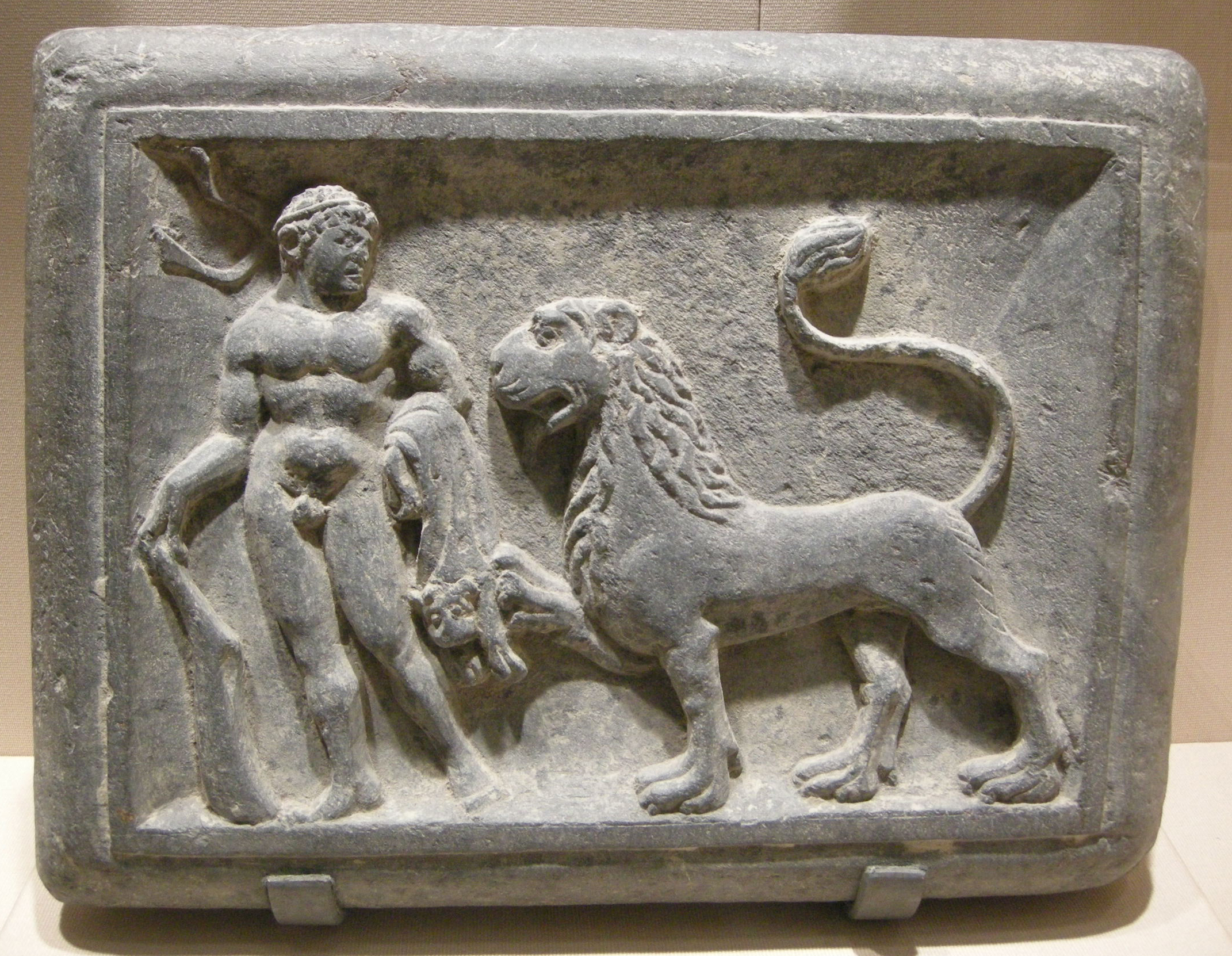
gandhárský Héraklés s nemejským lvem
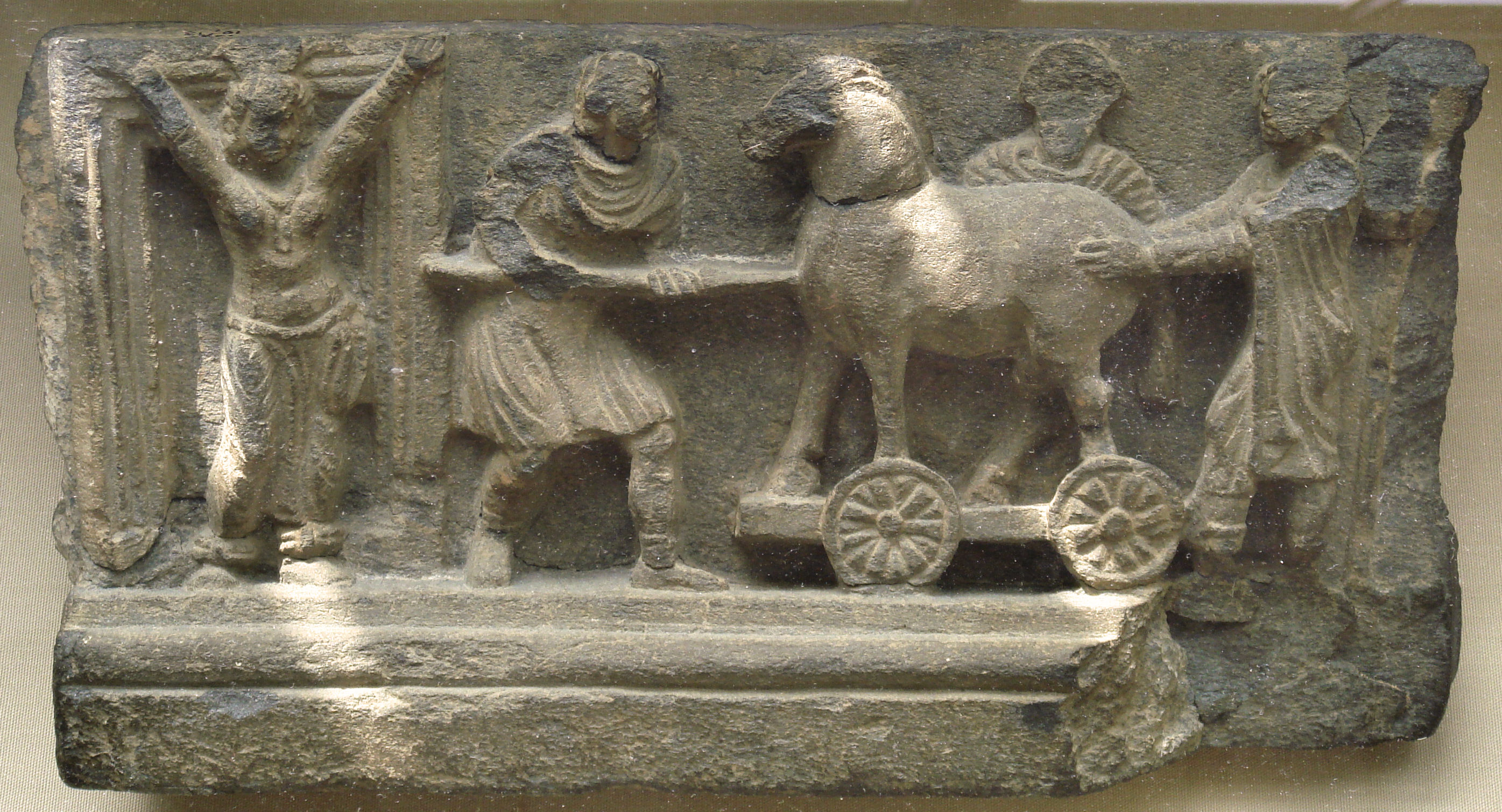
Trójský kůň z příběhu o trójské válce